# خط عرض 1° جنوب
خط عرض 1° جنوب هي إحدى دوائر العرض الجغرافية، وهي دوائر وهمية تحيط بالكرة الأرضية، وموازية لخط الاستواء، وتتميز هذه الدائرة بأن الأراضي الواقعة عليها تنتمي للمنطقة المدارية الحارة.

## حول العالم
خط عرض 1° جنوب يبدأ من خط الزوال الأولي ويتجه شرقا ويمر عبر:
| الإحداثيات                         | البلد أو الإقليم أو البحر   | ملاحظات |
| ---------------------------------- | --------------------------- | --- |
| 1°0′S 0°0′E / 1.000°S 0.000°E      | المحيط الأطلسي              | |
| 1°0′S 8°52′E / 1.000°S 8.867°E     | الغابون                     | |
| 1°0′S 14°25′E / 1.000°S 14.417°E   | جمهورية الكونغو             | |
| 1°0′S 17°20′E / 1.000°S 17.333°E   | جمهورية الكونغو الديمقراطية | |
| 1°0′S 29°35′E / 1.000°S 29.583°E   | أوغندا                      | |
| 1°0′S 30°45′E / 1.000°S 30.750°E   | أوغندا / تنزانيا border     | Mostly in بحيرة فيكتوريا |
| 1°0′S 30°55′E / 1.000°S 30.917°E   | كينيا / تنزانيا border      | A short section of the border (about 11 km), entirely within بحيرة فيكتوريا |
| 1°0′S 34°1′E / 1.000°S 34.017°E    | كينيا                       | Passing about 30 km شمالي capital, نيروبي |
| 1°0′S 41°7′E / 1.000°S 41.117°E    | الصومال                     | |
| 1°0′S 42°2′E / 1.000°S 42.033°E    | المحيط الهندي               | مرورا بجنوب Addu Atoll, جزر المالديف |
| 1°0′S 98°39′E / 1.000°S 98.650°E   | إندونيسيا                   | جزيرة سيبروت |
| 1°0′S 98°56′E / 1.000°S 98.933°E   | Mentawai Strait             | |
| 1°0′S 100°21′E / 1.000°S 100.350°E | إندونيسيا                   | جزيرة سومطرة |
| 1°0′S 103°59′E / 1.000°S 103.983°E | مضيق كاريماتا               | |
| 1°0′S 109°27′E / 1.000°S 109.450°E | إندونيسيا                   | جزر مايا (جزيرة) وبورنيو |
| 1°0′S 117°8′E / 1.000°S 117.133°E  | مضيق ماكاسار                | |
| 1°0′S 119°28′E / 1.000°S 119.467°E | إندونيسيا                   | جزيرة سولاوسي |
| 1°0′S 120°30′E / 1.000°S 120.500°E | Gulf of Tomini              | |
| 1°0′S 121°23′E / 1.000°S 121.383°E | إندونيسيا                   | جزيرة سولاوسي |
| 1°0′S 122°47′E / 1.000°S 122.783°E | بحر باندا                   | |
| 1°0′S 123°12′E / 1.000°S 123.200°E | إندونيسيا                   | جزيرة سولاوسي |
| 1°0′S 123°22′E / 1.000°S 123.367°E | بحر مالوكا                  | |
| 1°0′S 128°19′E / 1.000°S 128.317°E | إندونيسيا                   | جزيرة Damar |
| 1°0′S 128°24′E / 1.000°S 128.400°E | بحر هلماهرا                 | |
| 1°0′S 130°38′E / 1.000°S 130.633°E | إندونيسيا                   | جزر جزيرة سالاواتي وغينيا الجديدة |
| 1°0′S 134°3′E / 1.000°S 134.050°E  | Cenderawasih Bay            | |
| 1°0′S 134°48′E / 1.000°S 134.800°E | إندونيسيا                   | جزيرة جزيرة نومفور |
| 1°0′S 134°57′E / 1.000°S 134.950°E | Cenderawasih Bay            | |
| 1°0′S 135°48′E / 1.000°S 135.800°E | إندونيسيا                   | جزيرة جزيرة بياك |
| 1°0′S 136°8′E / 1.000°S 136.133°E  | المحيط الهادئ               | مرورا بشمال the atolls of Pelleluhu وHeina, بابوا غينيا الجديدة · مرورا بجنوب the Kaniet Islands, بابوا غينيا الجديدة · مرورا بجنوب بانابا, كيريباتي · Passing between the atolls of Nonouti وTabiteuea, كيريباتي |
| 1°0′S 91°26′W / 1.000°S 91.433°W   | الإكوادور                   | جزيرة جزيرة إيزابيلا |
| 1°0′S 91°4′W / 1.000°S 91.067°W    | المحيط الهادئ               | مرورا بجنوب the جزيرة جزيرة سانت كريستوبال, الإكوادور |
| 1°0′S 80°51′W / 1.000°S 80.850°W   | الإكوادور                   | |
| 1°0′S 75°23′W / 1.000°S 75.383°W   | بيرو                        | |
| 1°0′S 74°16′W / 1.000°S 74.267°W   | كولومبيا                    | |
| 1°0′S 69°25′W / 1.000°S 69.417°W   | البرازيل                    | الأمازون (ولاية) رورايما Amazonas بارا أمابا مارانهاو Pará - جزر Grande do Gurupá وماراجو, و the mainland |
| 1°0′S 46°11′W / 1.000°S 46.183°W   | المحيط الأطلسي              | |